# Інтерферон гамма
Інтерферон гамма (англ. Interferon gamma) – білок, який кодується однойменним геном, розташованим у людей на короткому плечі 12-ї хромосоми. Довжина поліпептидного ланцюга білка становить 166 амінокислот, а молекулярна маса — 19 348.
| 10         |  | 20         |  | 30         |  | 40         |  | 50         |
| ---------- |  | ---------- |  | ---------- |  | ---------- |  | ---------- |
| MKYTSYILAF |  | QLCIVLGSLG |  | CYCQDPYVKE |  | AENLKKYFNA |  | GHSDVADNGT |
| LFLGILKNWK |  | EESDRKIMQS |  | QIVSFYFKLF |  | KNFKDDQSIQ |  | KSVETIKEDM |
| NVKFFNSNKK |  | KRDDFEKLTN |  | YSVTDLNVQR |  | KAIHELIQVM |  | AELSPAAKTG |
| KRKRSQMLFR |  | GRRASQ     |  |            |  |            |  |            |

A: Аланін

C: Цистеїн

D: Аспарагінова кислота

E: Глутамінова кислота

F: Фенілаланін

G: Гліцин

H: Гістидин

I: Ізолейцин

K: Лізин

L: Лейцин

M: Метіонін

N: Аспарагін

P: Пролін

Q: Глутамін

R: Аргінін

S: Серин

T: Треонін

V: Валін

W: Триптофан

Кодований геном білок за функцією належить до цитокінів. Залучений до таких біологічних процесів, як регуляція росту, противірусний захист. Секретований назовні.